# Deutsche Poolbillard-Meisterschaft 1997 (Senioren)
Die Deutsche Poolbillard-Meisterschaft 1997 war die 13. Austragung zur Ermittlung der nationalen Meistertitel der Senioren in der Billardvariante Poolbillard. Sie wurde in Schaafheim ausgetragen.
Es wurden die Deutschen Meister in den Disziplinen 14/1 endlos, 8-Ball, 9-Ball und 8-Ball-Pokal ermittelt.

## Medaillengewinner
| Disziplin    | Gold                                          | Silber                            | Bronze                            | Bronze                   |
| ------------ | --------------------------------------------- | --------------------------------- | --------------------------------- | ------------------------ |
| 14/1 endlos  | Bernd Woitanowski (PBF Mannheim-Ludwigshafen) | Willi Ludwig (PBC Karlsruhe)      | Damir Filipovic (Olimpia München) | Thomas Baum              |
| 8-Ball       | Willi Ludwig (PBC Karlsruhe)                  | Damir Filipovic (Olimpia München) | Peter Börgers (BC Oberhausen)     | Santo Lia (PBC Köln Süd) |
| 9-Ball       | Santo Lia (PBC Köln Süd)                      | Willi Ludwig (PBC Karlsruhe)      | Peter Plassmann (BC Oberhausen)   | Hans Stahl (PBC Kempen)  |
| 8-Ball-Pokal | Günter Lechl (München)                        | Michael Fehlberg (Kempen)         | Roy Laird (Kaiserslautern)        | Peter Brand (Schwerte)   |